# اوپگانت-شوت
اوپگانت-شوت (به آلمانی: Upgant-Schott) یک شهر در آلمان است که در آوریش واقع شده‌است. اوپگانت-شوت ۳٬۸۲۵ نفر جمعیت دارد.